# Anas Haqqani
Anas Haqqani (paixtu: انس حقانی; AFI: [aˈnas haqɑˈni]) (nascut c. 1994) és un polític afganès d'ètnia paixtu, membre de la xarxa Haqqani, part del moviment taliban. Va ser membre de l'equip de negociació dels talibans a l'oficina política de Doha, Qatar. És el fill petit del combatent Jalaluddin Haqqani, que va lluitar tant contra els soviètics com els estatunidenc, i germà de Sirajuddin Haqqani, líder de la xarxa Haqqani. L'analista polític estatunidenc Bill Roggio el va definir com a «propagandista clau, recaptador de fons i ambaixador dels Haqqanis», principalment al món àrab.

## Trajectòria

### Orígens i educació
Nascut al voltant de 1994, és un dels fills de Jalaluddin Haqqani, un paixtu mujahid i cap militar de les forces pro talibans a l'Afganistan i el Pakistan, i la seva dona àrab dels Emirats Àrabs Units, tot i que també té una esposa paixtu, de manera que té germans de les dues dones del seu pare. Va estudiar en una escola local de Waziristan del Nord, Pakistan, fins a setè grau, alhora que el seu pare l'ensenyava a casa estudis islàmics.

### Detenció
El 12 de novembre de 2014 va ser detingut a Bahrain, als 20 anys, quan tornava legalment de visitar els alliberats del Centre de detenció de Guantánamo a l'oficina política dels talibans a Doha, Qatar. Les forces estatunidenques el van arrestar i el van portar de tornada a Qatar. Després de 24 hores d'interrogatori, va ser traslladat a Kabul, la capital de l'Afganistan, i retingut durant nou mesos a la seu de l'agència d'intel·ligència del govern, la Direcció Nacional de Seguretat. Després va ser empresonat a la presó de Bagram. Haqqani va dir que el van detenir per intentar que els talibans mantinguessin converses de pau amb el govern afganès, quan els talibans volien negociar amb els EUA. Va ser condemnat dues vegades a mort mentre estava a la presó. En defensa seva, el portaveu dels talibans afganesos, Suhail Shaheen, va dir que era estudiant i que no tenia res a veure amb la militància. Va ser alliberat el 18 de novembre de 2019 en un intercanvi de presoners.

### Posterioritat
Igual que el seu oncle Khalil Haqqani, l'agost de 2021 va visitar Kabul després de caure en mans dels talibans. En aquell viatge va dir que els representants de la família Haqqani havien d'estar allà per negar qualsevol rumor que digués que els talibans estaven desunits i dividits en faccions i que la xarxa Haqqani no en formava realment part.
L'agost de 2021, juntament amb Ahmadullah Wasiq, va visitar la Junta de Cricket de l'Afganistan. Es van reunir amb oficials de la junta i jugadors nacionals i els van assegurar tota la cooperació possible per a la promoció del cricket. Al setembre de 2021, va rebre moltes crítiques per haver qualificat Mahmud de Ghazna de «guerrer musulmà de renom» per aixafar els ídols de Somnath.